# Rabo de arraia
Rabo de arraia (lit. cauda de arraia) é uma técnica-mãe na capoeira para chutes invertidos por cima da cabeça, que lembram o golpe de uma arraia. Este termo inclui as seguintes técnicas principais:
- Meia-lua de compasso com suas variações, sendo o rabo-de-arraia tradicional na capoeira Angola.[1]
- Chute escorpião com suas variações, sendo o rabo-de-arraia tradicional na capoeira carioca.[2]

No Brasil, o rabo-de-arraia é provavelmente o chute "mais associado à capoeira", embora seja importante notar que esse termo abrange uma variedade de movimentos distintos.
Todas as técnicas derivadas partem da posição inicial agachada do "rabo de arraia".

## Terminologia
Embora o termo rabo de arraia seja geralmente usado de forma genérica, alguns autores o utilizam para técnicas específicas derivadas, como:
- a versão sem apoio de mãos da meia-lua de compasso[5]
- a versão baixa da meia-lua de compasso[6]
- o escorpião com as duas pernas chutando
- o escorpião com uma perna chutando[3]

## Origem

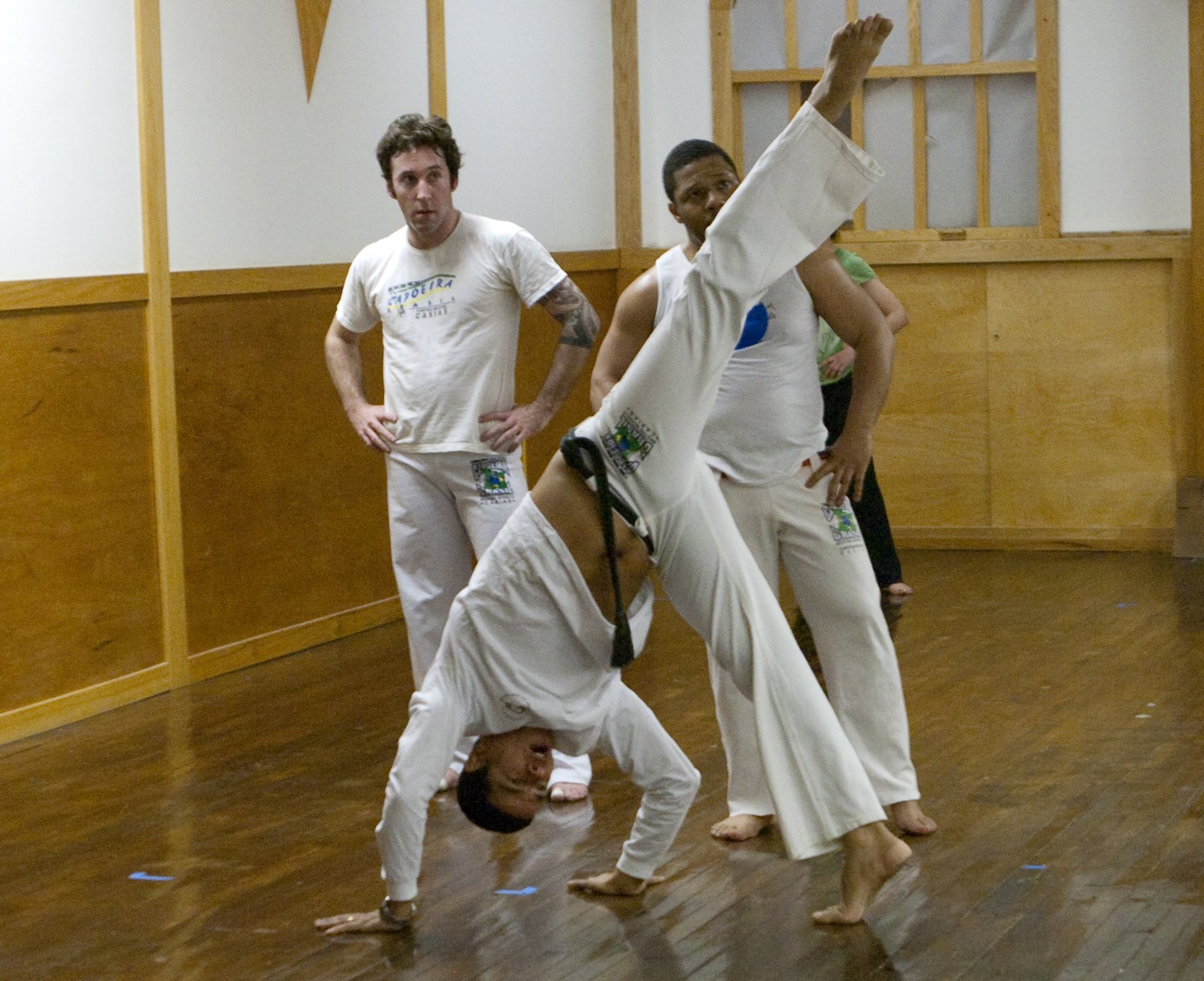
Posição comum tanto para o chute escorpião quanto para a meia-lua de compasso.

Os movimentos específicos conhecidos como rabo de arraia (meia-lua de compasso e chute escorpião) foram originalmente desenvolvidos na arte marcial africana n'golo. As posições invertidas, que formam a base de todas essas técnicas, acredita-se que tenham se originado do uso de bananeira por xamãs bantu, imitando seus ancestrais, que caminhavam sobre as mãos no mundo espiritual.
No engolo, a classe de chutes giratórios com as mãos no chão é chamada de okuminunina ou okusanene komima nas línguas bantu.

## História

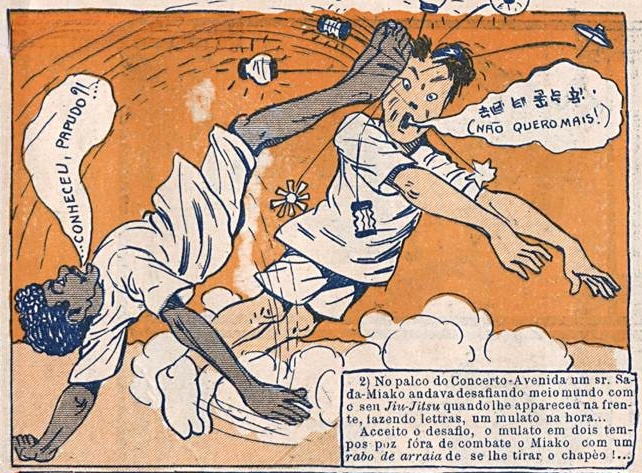
Quadrinho de Alfredo Storni mostrando o capoeirista Ciríaco derrotando o lutador de jiu-jitsu Sada Miyako com o chute rabo de arraia, revista O Malho, 1909.

No século XIX, o rabo de arraia era um chute popular na capoeira carioca praticada no Rio de Janeiro.
Em 1909, ocorreu uma luta famosa em que o capoeirista Francisco da Silva Ciríaco derrotou o campeão japonês de jujitsu, Sado Miyako, com um chute do tipo rabo de arraia. Campeões de artes marciais japonesas que visitavam o Brasil frequentemente desafiavam os locais para combates livres. Em 1909, um campeão japonês que ensinava ju-jitsu no Rio foi desafiado por Ciríaco, um estivador negro de Campos. A luta atraiu uma grande multidão em um pavilhão especialmente montado na Avenida Central. Após a vitória, Ciríaco foi carregado nos ombros e aclamado como herói nacional no Rio.
Embora frequentemente se interprete que ele usou uma meia-lua de compasso, Ciríaco aplicou uma técnica diferente de rabo de arraia, hoje conhecida como chute escorpião.

## Técnicas derivadas

### Escorpião

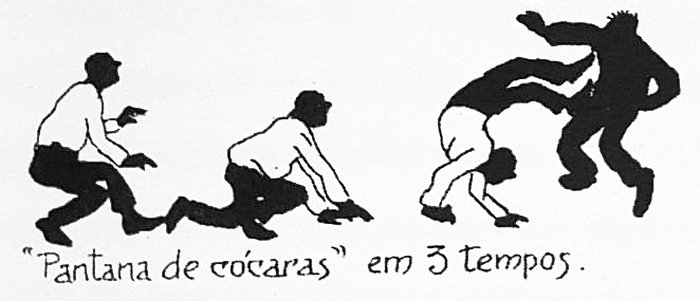
Rabo de arraia na forma de pantana ou chute escorpião, Revista da Semana, 1926. Arte de Raul Pederneiras.

Pantana (pântano) ou escorpião, originalmente conhecida como rabo de arraia (cauda de arraia), é um chute invertido distinto, lançado por cima da cabeça, que lembra o golpe de uma arraia ou de um escorpião.
Essa é uma das técnicas de capoeira mais perigosas, tanto para quem executa quanto para quem recebe. Quando realizada corretamente, pode ter consequências fatais para o oponente.
Esse tipo de rabo de arraia é uma técnica muito antiga da capoeira, que era bastante popular na capoeira carioca e na capoeira Angola.

### Meia-lua de compasso

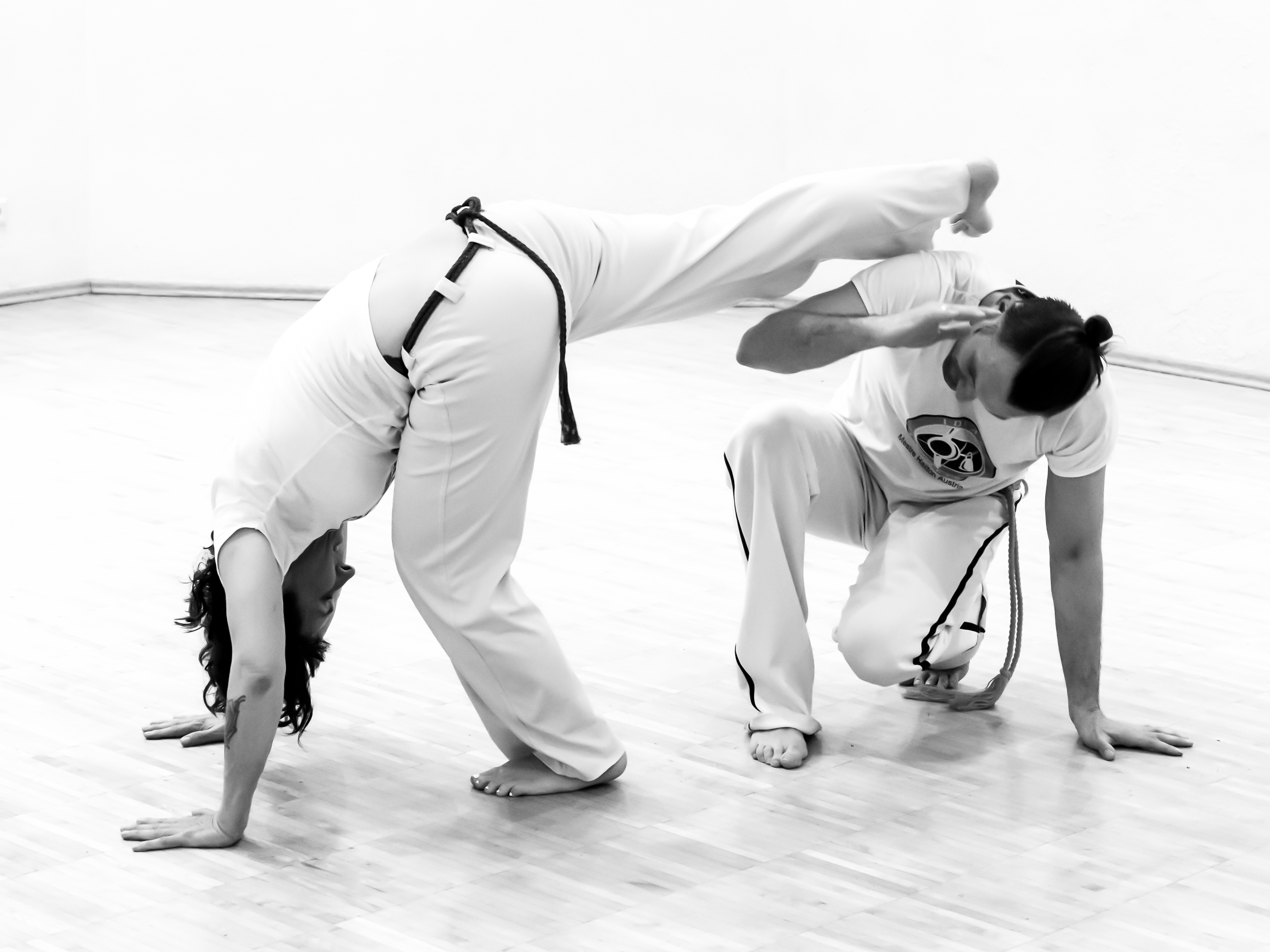
Rabo de arraia na forma de meia-lua de compasso

Rabo de arraia ou meia-lua de compasso é uma técnica distinta presente nas artes marciais do engolo e da capoeira, que combina uma manobra evasiva com um chute reverso.
É considerada um dos chutes mais potentes e eficientes da capoeira, além de ser um de seus movimentos mais icônicos, junto com a rasteira. Chega-se a considerar que o nível geral de habilidade de um capoeirista pode ser avaliado pela força e velocidade com que consegue executar uma meia-lua de compasso.
O chute é aplicado com o calcanhar.

### Pantana de lado

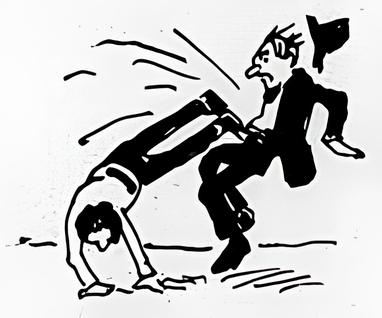
Rabo de arraia na forma de pantana de lado. Revista da Semana, 1926. Arte de Raul Pederneiras

A pantana de lado (pântano lateral) é uma variação lateral do chute escorpião ou rabo de arraia. O capoeirista parte da posição inicial agachada do rabo de arraia, entra em um movimento semelhante a uma estrela (Aú) e, ao final, chuta o oponente com os dois pés.
O chute pantana de lado já não é mais comumente utilizado sob esse nome na capoeira moderna. O golpe moderno mais semelhante a ele é a meia-lua de compasso dupla.

## Bibliografía
- Burlamaqui, Anibal (1928). Gymnástica nacional (capoeiragem), methodisada e regrada. Rio de Janeiro: [s.n.]
- Pastinha, Mestre (1988). Capoeira Angola. [S.l.]: Fundação Cultural do Estado da Bahia
- Capoeira, Nestor (2002). Capoeira: Roots of the Dance-Fight-Game. [S.l.]: Blue Snake Books. ISBN 978-1-58394-637-4
- Assunção, Matthias Röhrig (2002). Capoeira: The History of an Afro-Brazilian Martial Art (em inglês). [S.l.]: Routledge. ISBN 978-0-7146-8086-6
- Capoeira, Nestor (2007). The Little Capoeira Book (em inglês). [S.l.]: Blue Snake Books. ISBN 9781583941980
- Desch-Obi, M. Thomas J. (2008). Fighting for Honor: The History of African Martial Art Traditions in the Atlantic World (em inglês). Columbia: University of South Carolina Press. ISBN 978-1-57003-718-4
- Taylor, Gerard (2012). Capoeira 100: An Illustrated Guide to the Essential Movements and Techniques (em inglês). [S.l.]: Blue Snake Books. ISBN 9781583941768